# Nääs, Saltvik
Nääs eller Näs är en by i Saltvik på Åland och kommunens administrativa centrum. Nääs har 121 invånare (2016).

## Befolkningsutveckling
| Befolkningsutvecklingen i Nääs 2000–2015 | Befolkningsutvecklingen i Nääs 2000–2015 | Befolkningsutvecklingen i Nääs 2000–2015 | Befolkningsutvecklingen i Nääs 2000–2015 | Befolkningsutvecklingen i Nääs 2000–2015 |
| ---------------------------------------- | ---------------------------------------- | ---------------------------------------- | ---------------------------------------- | ---------------------------------------- |
|                                          |                                          |                                          |                                          |                                          |
| År                                       |                                          |                                          | Folkmängd                                |                                          |
| 2000                                     | 2000                                     |                                          | 130                                      |                                          |
| 2005                                     | 2005                                     |                                          | 127                                      |                                          |
| 2010                                     | 2010                                     |                                          | 118                                      |                                          |
| 2015                                     | 2015                                     |                                          | 119                                      |                                          |